# Fi sabil Allah
Fi sabil Allah (في سبيل الله, na drodze Boga, w imię Boga) – sformułowanie często używane w Koranie w odniesieniu do walki (dżihadu) lub wydawania na cele dobroczynne (jałmużny, zakatu), podkreślające, że dobre uczynki powinny być spełniane z intencją zadowolenia Boga Jedynego.